# 熊本県道297号川尻宇土線
熊本県道297号川尻宇土線（くまもとけんどう297ごう かわしりうとせん）は、熊本県熊本市南区から宇土市に至る一般県道である。

## 概要
熊本市南区南高江5丁目から宇土市松山町に至る。
ほぼ全線にわたってJR九州鹿児島本線と並行している。

### 路線データ
- 起点：熊本県熊本市南区南高江5丁目（南高江5丁目 / 南高江交差点、国道3号交点）
- 終点：熊本県宇土市松山町（宇土市松山町交差点、熊本県道14号八代鏡宇土線交点）

## 歴史
- 1993年（平成5年）5月11日 - 建設省から、県道川尻宇土線の一部を熊本嘉島線として主要地方道に指定される[1]。

## 路線状況

### 重複区間
- 熊本県道50号熊本嘉島線（熊本市南区川尻2丁目 - 熊本市南区富合町杉島・杉島交差点）
- 国道3号・国道57号・国道218号・国道219号（熊本市南区川尻6丁目・杉島交差点 - 熊本市南区富合町小岩瀬・小岩瀬交差点）

### 道路施設

#### 橋梁
- 天明新川橋（天明新川、熊本市南区）
- 新町橋（加勢川、熊本市南区、熊本県道50号熊本嘉島線重複区間内）
- 緑川橋（緑川、熊本市南区、国道3号重複区間内）
- 清藤橋（浜戸川、熊本市南区）
- 潤川橋（潤川、熊本市南区 - 宇土市）
- 中野橋（宇土市 - 熊本市南区）

## 地理

### 通過する自治体
- 熊本市（南区）
- 宇土市
- 熊本市（南区）
- 宇土市

### 交差する道路
| 交差する道路 | 市町村名 | 市町村名 | 交差する場所 | 交差する場所                          |
| --- | -------- | -------- | ------------ | ------------------------------------- |
| 国道3号 国道57号 重複 国道218号 重複 国道219号 重複                                                                                      | 熊本市   | 南区     | 南高江5丁目  | 南高江5丁目交差点 南高江交差点 / 起点 |
| 熊本県道50号熊本嘉島線 重複区間起点 熊本県道234号天明川尻線                                                                              | 熊本市   | 南区     | 川尻2丁目    |                                       |
| 熊本県道229号畠口川尻停車場線 熊本県道236号神水川尻線                                                                                    | 熊本市   | 南区     | 川尻1丁目    | 川尻駅入口交差点                      |
| 国道3号 重複区間起点 国道57号 重複区間起点 国道218号 重複区間起点 国道219号 重複区間起点 熊本県道50号熊本嘉島線 重複区間終点             | 熊本市   | 南区     | 富合町杉島   | 杉島交差点                            |
| 国道3号 重複区間終点 国道57号 重複区間終点 国道218号 重複区間終点 国道219号 重複区間終点 熊本県道241号千町廻江線 熊本県道242号走潟廻江線 | 熊本市   | 南区     | 富合町小岩瀬 | 小岩瀬交差点                          |
| 熊本県道38号宇土甲佐線 | 宇土市   | 宇土市   | 三拾町       |                                       |
| 国道57号 | 宇土市   | 宇土市   | 城之浦町     | [ 注釈 1 ]                            |
| 宇城北部広域農道 / うきうきロード | 宇土市   | 宇土市   | 松山町       | 松山町交差点                          |
| 熊本県道14号八代鏡宇土線 | 宇土市   | 宇土市   | 松山町       | 宇土市松山町交差点 / 終点             |

### 交差する鉄道
- 九州新幹線
- 鹿児島本線

### 沿線
- JR九州鹿児島本線
  - 川尻駅 - 富合駅 - 宇土駅
- 緑川
- 富合運動公園
- 宇土市役所